# Gostyniec, Tỉnh West Pomeranian
Gostyniec [ɡɔsˈtɨɲet͡s] (tiếng Đức: Klein Justin) là một ngôi làng thuộc khu hành chính của Gmina wierzno, thuộc quận Kamień, West Pomeranian Voivodeship, ở phía tây bắc Ba Lan. Nó nằm khoảng 4 kilômét (2 mi)  phía bắc wierzno, 13 km (8 mi) về phía đông Kamień Pomorski và 69 km (43 mi) phía bắc thủ đô khu vực Szczecin.
Trước năm 1637, khu vực này là một phần của Duchy of Pomerania. Đối với lịch sử của khu vực, xem Lịch sử của Pomerania.
Làng có dân số 165.